# Moteur multisoupape
Un moteur multisoupape possède au moins trois soupapes par cylindre, souvent quatre. L'utilisation de quatre soupapes (indiquée par le sigle « 16S », ou « 16V » en anglais, pour un moteur 4-cylindres) se généralise en automobile.

## Exemples
Pour un moteur à quatre temps, l'architecture classique comprend deux soupapes par cylindre.
- Les moteurs 4T de véhicules sportifs récents et la plupart des moteurs de conception moderne utilisent une culasse multisoupape, le plus souvent de type quatre soupapes par cylindre (2+2), les deux soupapes d'admission puis les deux soupapes d'échappement étant actionnées simultanément.
- Un moteur à deux soupapes d'admission et une soupape d'échappement par cylindre (2+1) se rencontre sur certaines motos routières.
- Un moteur à trois soupapes d'admission et deux soupapes d'échappement par cylindre (3+2) anime certaines motos, telles la Yamaha FZ750 DOHC à vingt soupapes (produite de 1985 à 1991) ou la Yamaha TDM produite dans ses différentes versions depuis 1991. Cette technologie est également utilisée sur certains moteurs du constructeur Audi, comme sur le 2,7 L bi-turbo animant l'Audi S4 B5.
- En 1985, Maserati créa un moteur expérimental 2,0 L turbo V6 à six soupapes par cylindre (3+3)[réf. nécessaire].
- Une limite dans la multiplication des soupapes serait celle de la très onéreuse moto Honda 750 NR, comptant huit soupapes par cylindre (4+4), ce qui nécessite des pistons oblongs et 2 bielles par piston.

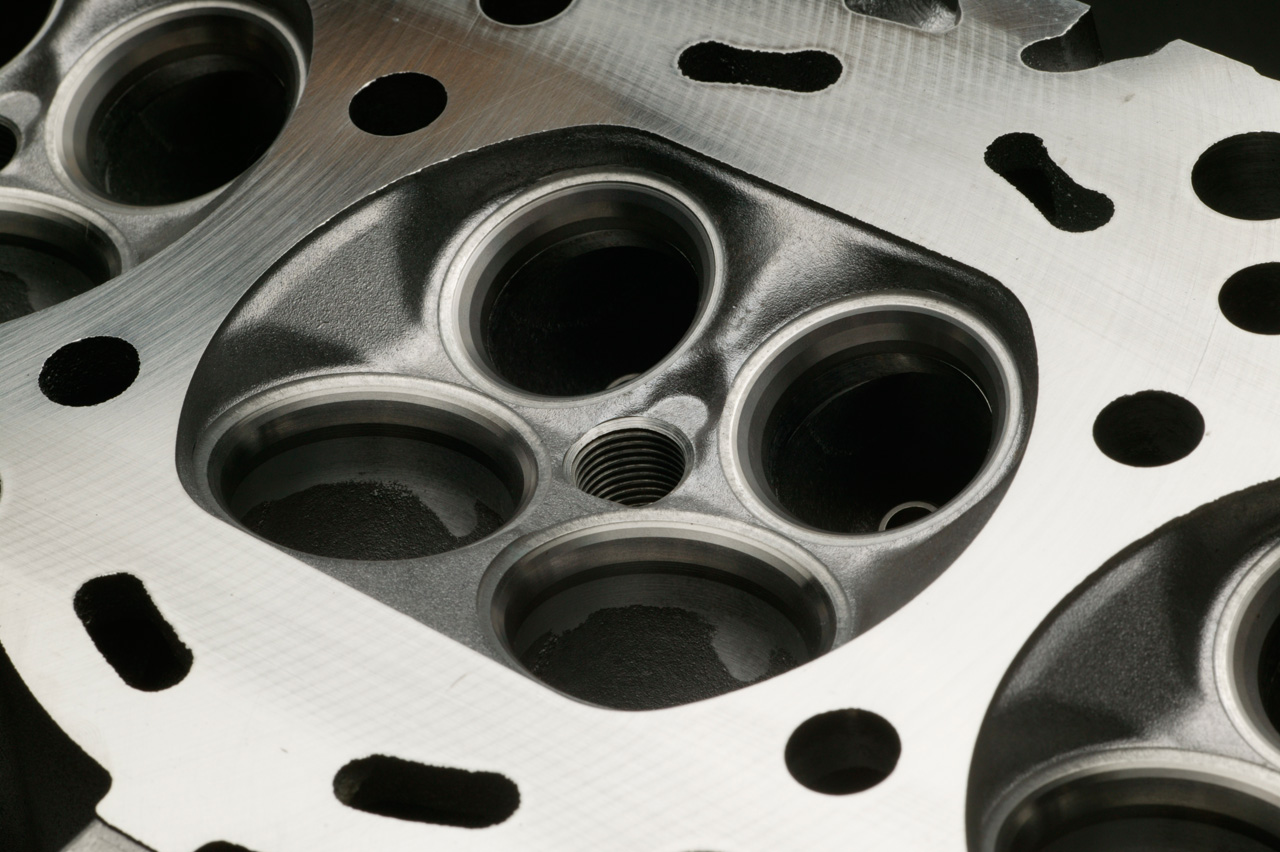
Siège de soupape d'un moteur 2+2 soupapes (moteur Nissan VQ35DE).
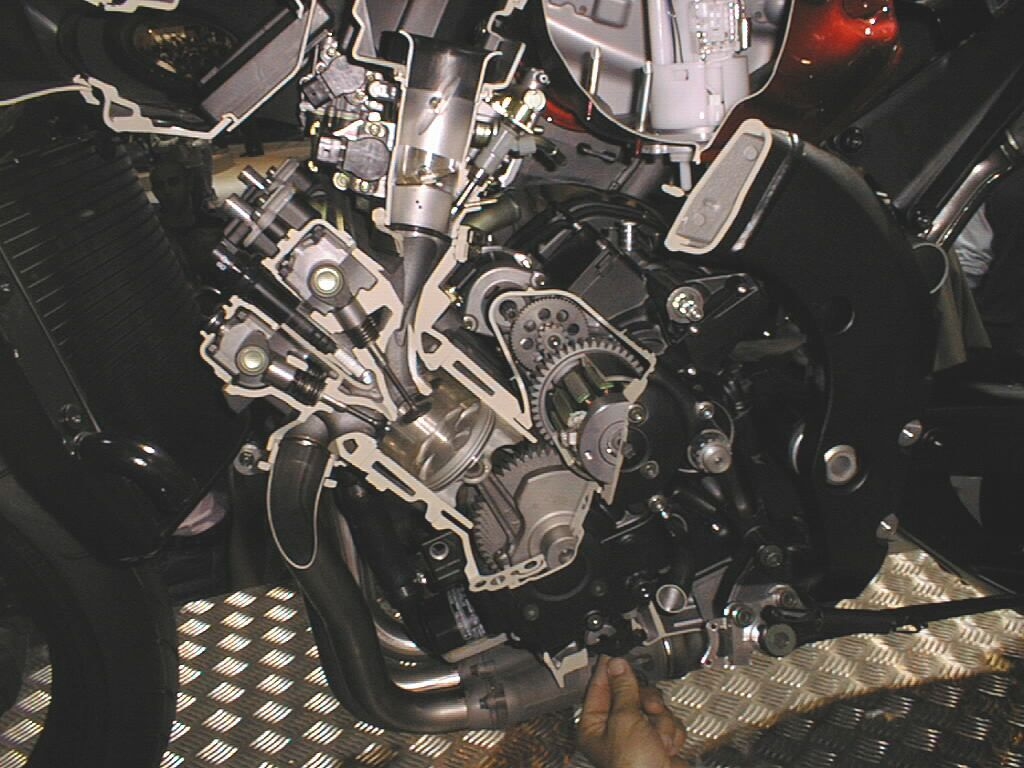
Coupe d'un moteur Genesis 3+2 soupapes (moto Yamaha).

## Technique
Sur les moteurs multisoupapes, les diamètres de soupape (plus précisément, les ratios entre les diamètres de référence de portée de soupape et les diamètres de piston) sont inférieurs ; la section de passage offerte au gaz au droit de la soupape est augmentée.
Le système VTEC, rencontré par exemple sur certaines motos Honda VFR, permet d'améliorer le couple à bas régime, le moteur passant de quatre à deux soupapes par cylindre en dessous d'un certain régime.

## Avantages et inconvénients
Par rapport à la configuration à deux soupapes par cylindre, la moindre inertie mécanique, résultant de l'allègement des pièces en mouvement — quatre soupapes plus petites, donc plus légères que deux grosses — autorise des régimes moteur plus élevés (voir Affolement de soupapes) et les lumières de passage des gaz sont de surface plus importantes, permettant une meilleure « respiration ». Le rendement et la puissance moteur sont améliorés.
Mais le caractère moteur[Quoi ?] est plus faible, souvent qualifié de « linéaire[Quoi ?] ».